# Bundel van Bachmann
De bundel van Bachmann is een bundel van atriaal myocard die de voorwand van het linkeratrium van het hart verbindt met het rechteratrium. Tijdens een normaal hartritme is deze bundel de snelste route waarlangs de elektrische activatie het linker atrium bereikt.
De bundel heeft een dikte van ongeveer 4mm en een trapeziumvorm met een hoogte van 9mm, een lengte aan de bovenkant van 10mm, en een lengte aan de onderkant van slechts 3mm. Hij ligt aan de voorkant van de atria, vlak achter de aorta ascendens.
De activatie van het hart begint in de sinusknoop, die zich in het rechteratrium bevindt. Van daaruit verspreidt de activatie zich over de wand van het rechteratrium, naar het linkeratrium en naar de atrioventriculaire knoop.
Er bestaan verschillende verbindingen tussen de beide atria die de elektrische activatie kunnen voortgeleiden
. Behalve de bundel van Bachmann zijn dit plaatsen in het interatriale septum en de sinus coronarius. Omdat de Bundel van Bachmann dicht bij de sinusknoop begint en de activatie snel geleidt is deze echter onder normale omstandigheden de enige verbinding die een rol speelt bij de voortgeleiding van het rechter- naar het linkeratrium.